# Titularbistum Arabia
Arabia ist ein Titularbistum  der römisch-katholischen Kirche. 
Es geht zurück auf ein früheres Bistum der antiken Stadt Arabia in Ägypten (spätantike römische Provinz Aegyptus Herculea bzw. Augustamnica) im östlichen Nildelta, das der Kirchenprovinz Leontopolis angehörte.
| Titularbischöfe von Arabia |                               |                                    |               |                 |
| Nr.                        | Name                          | Amt                                | von           | bis             |
| 1                          | Wilhelm Arnold Günther OPraem | Weihbischof in Trier (Deutschland) | 23. Juni 1834 | 22. August 1843 |